# Jacques Kergoat
Jacques Kergoat, né à Brest le 3 avril 1939 et mort à Poitiers le 29 juillet 1999 est un sociologue, historien et militant politique d'extrême gauche français.

## Le militant
Il milite d'abord au Parti socialiste unifié. En 1972, son courant politique au sein du PSU, duquel fait partie le philosophe Jean-Marie Vincent, entre en négociation avec la Ligue communiste révolutionnaire. Il est alors secrétaire général du PSU parisien. Michel Rocard, secrétaire national du PSU, dissout la fédération PSU d'Île-de-France, qui s'était dotée d'une direction sur sa gauche et oblige les militants à se réinscrire individuellement.
Jacques Kergoat quitte alors le PSU, avec une partie des militants parisiens et rouennais du PSU (Dominique Pouchin). Il entre à la direction politique de la LCR où il demeure jusqu'à sa mort en 1999.
Il a participé à la naissance de la Fondation Copernic et a été le rédacteur en chef de la revue Politis.

## L'historien du socialisme
Historien du socialisme, il a publié plusieurs ouvrages qui font référence[réf. nécessaire], sur le Front populaire en particulier, et a codirigé un important ouvrage sur Le Monde du travail.

## Publications
- La France du Front populaire, La Découverte, 2006,  (ISBN 9782707148629)
- Histoire du Parti socialiste, La Découverte, 1997
- Le Monde du travail, La Découverte, 1998
- Marceau Pivert, socialiste de gauche, Éditions de l'Atelier, 1994